# Aeria elara
Espèce
Aeria elara est un insecte lépidoptère  de la famille des Nymphalidae, de la sous-famille des Danainae et du genre Aeria.

## Dénomination
Aeria elara a été décrit par William Chapman Hewitson en 1855 sous le nom initial de Ithomia elara.

### Noms vernaculaires
En anglais Aeria elara se nomme Elara Clearwing.

### Sous-espèces
- Aeria elara elara; présent au Venezuela et au Brésil[3].
- Aeria elara elarina (Oberthür, 1879); présent au Brésil.
- Aeria elara nigra Vitale & G. Rodríguez, 2008; présent en Colombie
- Aeria elara ssp; présent au Brésil.
- Aeria elara ssp; présent au Pérou.
- Aeria elara ssp; présent au Brésil.
- Aeria elara ssp; présent en Colombie[1].

## Description
Aeria elara est un papillon aux longues ailes antérieures bien plus longues que les ailes postérieures, à apex arrondi et bord interne concave. 
Sur le dessus les ailes sont de couleur blanc translucide bordées de noir avec aux ailes antérieures une bande noire séparant une bande blanche près de l'apex du reste de l'aile. 
Sur le revers la bordure noire ornée d'une ligne submarginale de petits points blancs est doublée d'une ligne orange.

## Écologie et distribution
Aeria  elara est présent au Venezuela, en Colombie, au Pérou et au Brésil,.

### Protection
Pas de statut de protection particulier.